# 文室子老
文室 子老（ふんや の こおゆ）は、奈良時代の貴族。姓は真人。官位は従五位上・安房守。

## 経歴
従五位下に叙爵後、神護景雲2年（768年）諸陵頭に任ぜられる。
光仁朝に入り、宝亀3年（771年）武蔵員外介に任ぜられて地方官に転じるが、宝亀8年（777年）造宮少輔として京官に復する。
桓武朝でも、天応元年（781年）刑部少輔、延暦4年（785年）玄蕃頭と京官を歴任し、この間の延暦3年（784年）従五位上に昇叙される。その後は、延暦5年（786年）尾張守、延暦8年（789年）安房守と地方官を歴任している。

## 官歴
『続日本紀』による。
- 時期不詳：従五位下
- 神護景雲2年（768年） 7月1日：諸陵頭
- 宝亀3年（771年） 5月10日：武蔵員外介
- 宝亀8年（777年） 正月25日：造宮少輔
- 天応元年（781年） 5月25日：刑部少輔。12月23日：山作司（光仁上皇崩御）
- 延暦3年（784年） 正月9日：従五位上
- 延暦4年（785年） 10月12日：玄蕃頭
- 延暦5年（786年） 10月8日：尾張守
- 延暦8年（789年） 2月4日：安房守